# Thomas Essomba
Pour les articles homonymes, voir Essomba.
Thomas Essomba est un boxeur camerounais né le 2 décembre 1987.

## Carrière
Sa carrière amateur est marquée par deux titres de champion d'Afrique à Vacoas en 2009 et à Yaoundé en 2011 ainsi que par une médaille d'or aux Jeux africains de Maputo en 2011 et une médaille de bronze à Alger en 2007 dans la catégorie mi-mouches.
Aux Jeux olympiques d'été de 2008, à Pékin (Chine), il fait défection, espérant trouver de meilleures conditions de vie et de travail dans ce pays. Finalement, il revient au Cameroun.
En 2012, il se qualifie pour les Jeux olympiques de Londres puis disparaît avec quatre autres boxeurs camerounais pour ne pas rentrer dans son pays d'origine. En octobre 2013, il obtient la nationalité britannique, avant de remporter la ceinture de champion d'Angleterre des poids coqs en 2018.

## Palmarès

### Jeux olympiques
- Qualifié pour les Jeux de 2012 à Londres, Angleterre
- Participation aux Jeux de 2008 à Pékin, Chine

### Championnats d'Afrique de boxe amateur
- Médaille d'or en -49 kg en 2011 à Yaoundé, Cameroun
- Médaille d'or en -48 kg en 2009 à Vacoas, Île Maurice

### Jeux africains
- Médaille d'or en -48 kg en 2011 à Maputo, Mozambique
- Médaille de bronze en -48 kg en 2007 à Alger, Algérie